# Verfassung des Kaiserreichs Abessinien von 1931
Die Verfassung des Kaiserreichs Abessinien aus dem Jahre 1931 ist die erste Verfassung überhaupt in der Geschichte Äthiopiens.

## Inhalt
Im Juli 1931 bewilligte der abessinische Kaiser Haile Selassie eine Verfassung, welche seinen eigenen Status festlegte und die Nachfolgefrage des Kaisers auf seine Linie beschränkte. Die Verfassung erklärte, dass „die Person des Kaisers heilig, seine Würde unantastbar und seine Macht unbestreitbar“ ist.
Diese Verfassung basierte auf der Meiji-Verfassung des Kaiserreichs Japan, eines Landes, welches vom Bildungsbürgertum Abessiniens als Modellstaat betrachtet wurde, da Japan es erfolgreich geschafft hatte, „westliche Bildungsmethoden“ und deren Technologien zu übernehmen.
Die gesamte Macht über das zentrale und lokale Regierungssystem, die Gesetzgebung und die Rechtsprechung sowie die Befehlsgewalt über das Militär wurden dem Kaiser übertragen. Die Verfassung war grundsätzlich und wesentlich ein Bestreben, eine legale Basis für das Ersetzen der traditionellen Herrscher in der Provinz durch dem Kaiser loyale Beauftragte zu beschaffen.